# 斉藤ファーム
斉藤ファーム（さいとうファーム）は、北海道札幌市西区発寒にあるレストランである。
1928年（昭和3年）に建てられた、旧三谷牧場のレンガ造りの牛舎と倉庫をリフォームして、2005年11月にオープンした。内部には北海道の陶芸家具が配置されている。
この建物は札幌市の都市景観重要建造物ならびにさっぽろ・ふるさと文化百選のNo.045に選定されている。